# Cattedrale di Arles

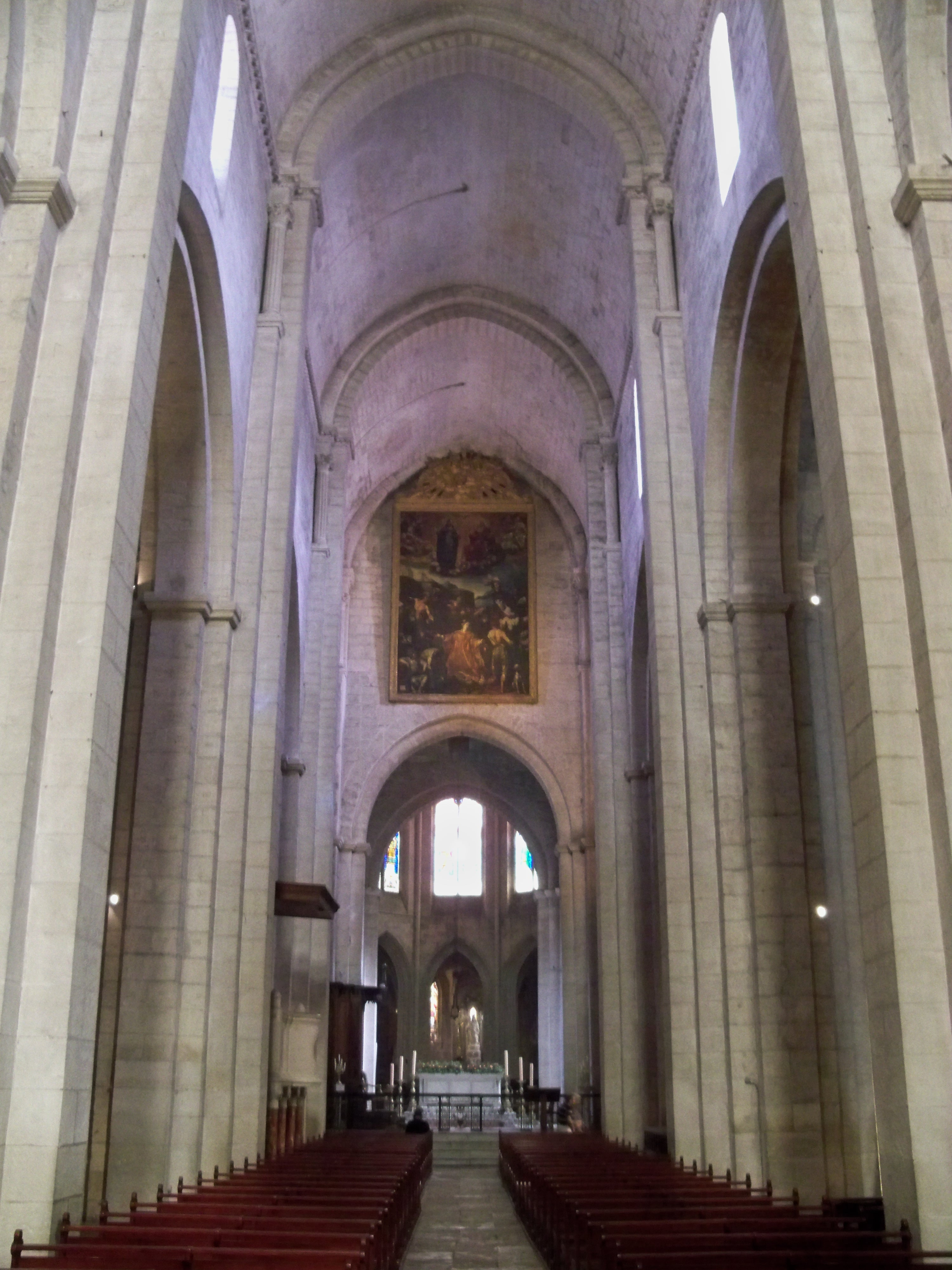
Interno

La chiesa di San Trofimo (in francese: Église Saint-Trophime) è il duomo della città di Arles, già cattedrale dell'omonima arcidiocesi metropolitana, soppressa nel 1801 e restaurata per pochi anni tra il 1817 e il 1822.
L'edificio è monumento storico di Francia dal 1840.

## Storia
Fu edificata nel XII secolo, rimodellando una precedente basilica del V secolo dedicata a santo Stefano protomartire, a sua volta costruita nei pressi dell'antico foro della città per trasferirvi la sede cattedrale. Vide diverse fasi costruttive: la chiesa oggi visibile fu edificata tra il 1100 e il 1152, e dedicata a Saint Trophime (san Trofimo), ritenuto primo vescovo della città. Nel 1178 l'imperatore Federico I Barbarossa vi venne incoronato re di Arles.
L'insieme degli edifici episcopali fu costruito in più tappe. Il braccio meridionale del transetto della chiesa fu prolungato con la costruzione di una prima sala capitolare, successivamente raddoppiata, che alla fine del XII secolo ricevette una facciata ad arcate sostenute a colonnette. Un terzo lato del quadrilatero fu occupato da un dormitorio. Le costruzioni furono quindi collegate dalle gallerie di un chiostro: la prima galleria, sul lato nord, venne completata alla fine del XII secolo, mentre la seconda davanti al dormitorio dovrebbe risalire agli inizi del XIII secolo. Il progetto rimase tuttavia incompiuto e un secondo piano non venne mai realizzato. La decorazione scolpita di queste prime due gallerie è particolarmente ricca e rappresenta i temi del mistero pasquale e dei santi patroni della chiesa locale nella galleria nord, mentre nella seconda galleria i capitelli rappresentano episodi della vita di Gesù.
Il chiostro venne chiuso con altre due gallerie di stile gotico negli anni settanta del XIV secolo. Nella prima il tema della decorazione dei capitelli raffigura la vita di san Trofimo, mentre nella seconda si mescolano episodi biblici con culti locali.
I canonici della cattedrale non furono più monaci a partire dal 1455 e le gallerie furono utilizzate come magazzini. Nel XVII secolo le gallerie furono poi divise in due con l'aggiunta di una volta e la costruzione di un'ampia scalinata. Dopo la Rivoluzione francese il chiostro fu in parte occupato da abitazioni private.
Un coro gotico, con deambulatorio e cappelle a raggiera, rimpiazzò le tre absidi originali nel XV secolo. Alla fine del XVII secolo vi furono nuovi interventi all'interno e l'aggiunta dei portali laterali sulla facciata. Durante la Rivoluzione francese la chiesa fu trasformata in "Tempio della Ragione" e l'arredo originario fu in gran parte distrutto. In seguito al Concordato del 1801, la sede arcivescovile fu soppressa e la giurisdizione metropolitana trasferita all'arcidiocesi di Aix (i cui arcivescovi portano anche il titolo di Arles dopo che nel 1817 il nuovo Concordato con la Francia che prevedeva la restaurazione dell'arcidiocesi di Arles non fu ratificato) e la chiesa fu riaperta al culto come semplice parrocchiale.
Saint-Trophime rappresenta uno dei monumenti più importanti del romanico provenzale e fa parte dei monumenti patrimonio dell'umanità.

## Descrizione
La chiesa, esempio di architettura romanica provenzale, ha un'alta navata centrale a cinque campate, fiancheggiata da strette navate laterali. Una cupola copre lo spazio all'incrocio del transetto, presso il quale è stato elevato il campanile. Il portale centrale è riccamente scolpito con la raffigurazione del Giudizio universale nella lunetta.
Nella chiesa sono ospitati tre sarcofagi paleocristiani: il più antico (IV secolo) si trova nella seconda campata della navata sinistra e venne successivamente reimpiegato come fonte battesimale; la decorazione scultorea si articola su due ordini, con figure stanti inserite ciascuna entro un'arcata e intervallate da colonnine; è coevo quello in marmo di Carrara che costituisce il paliotto d'altare della cappella di San Genesio, raffigurante il Passaggio del Mar Rosso; risale invece agli inizi del V secolo il sarcofago di Paolo Gemino, recante tre grandi arcate separate da lesene scanalate all'interno delle quali sono inserite le figure di Cristo in trono (al centro) tra San Pietro (a destra) e San Paolo (a sinistra).
A pavimento nel coro si trova l'organo a canne Cavaillé-Coll opus 405/401, realizzato nel 1873 in sostituzione di uno strumento precedente situato in controfacciata; ampliato nel 1925 dalla ditta Convers, dispone di 18 registri su due manuali e pedale, ed è racchiuso entro una cassa lignea neogotica.
Il palazzo arcivescovile concludeva il complesso episcopale. Quello tuttora visibile risale a una radicale ricostruzione del XVII secolo, con numerose trasformazioni nei periodi successivi. Mantenne la sua funzione fino alla Rivoluzione francese, per essere successivamente adibito a diversi usi civili.

## Galleria d'immagini

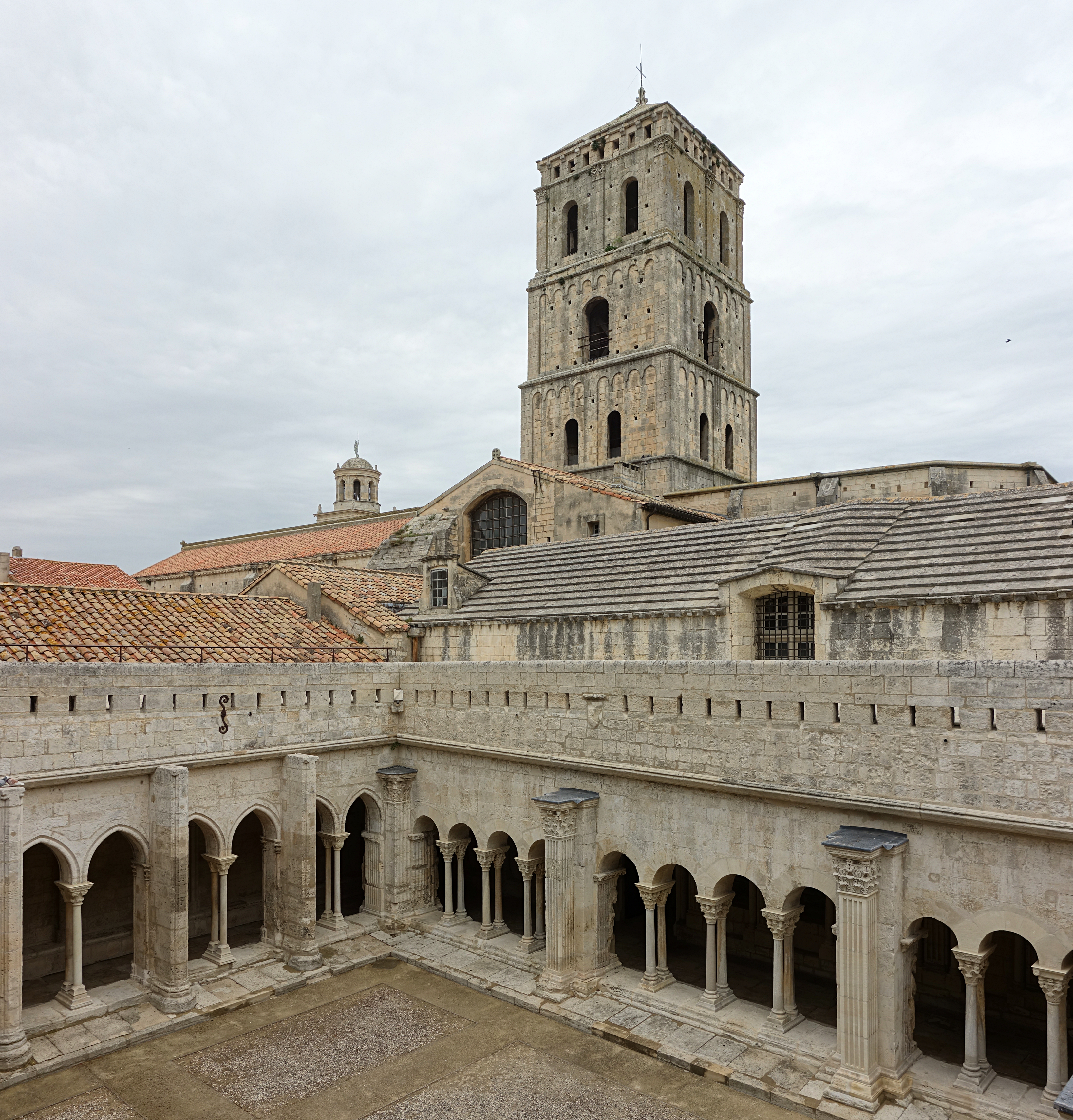
Chiostro e campanile
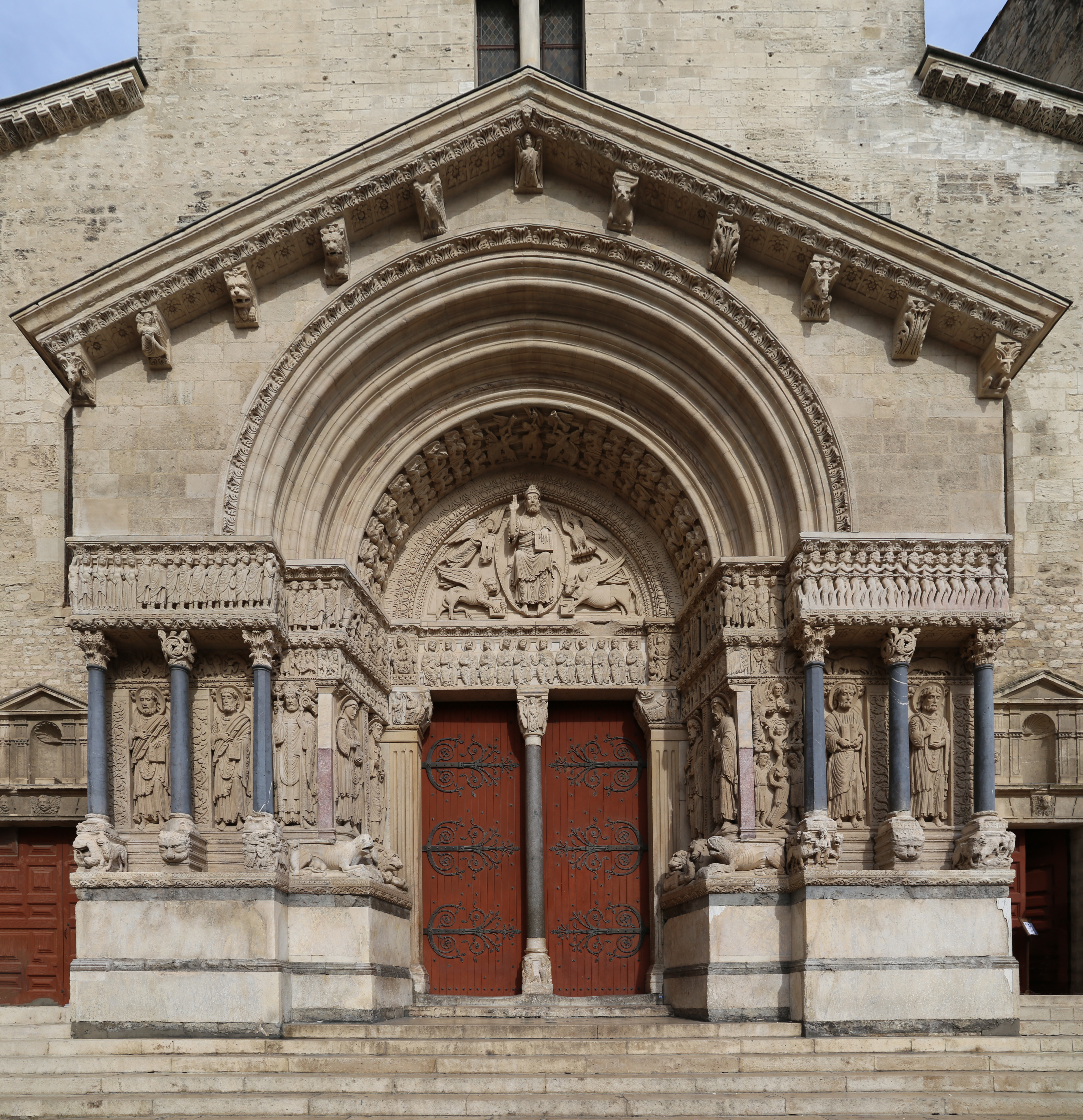
Portale
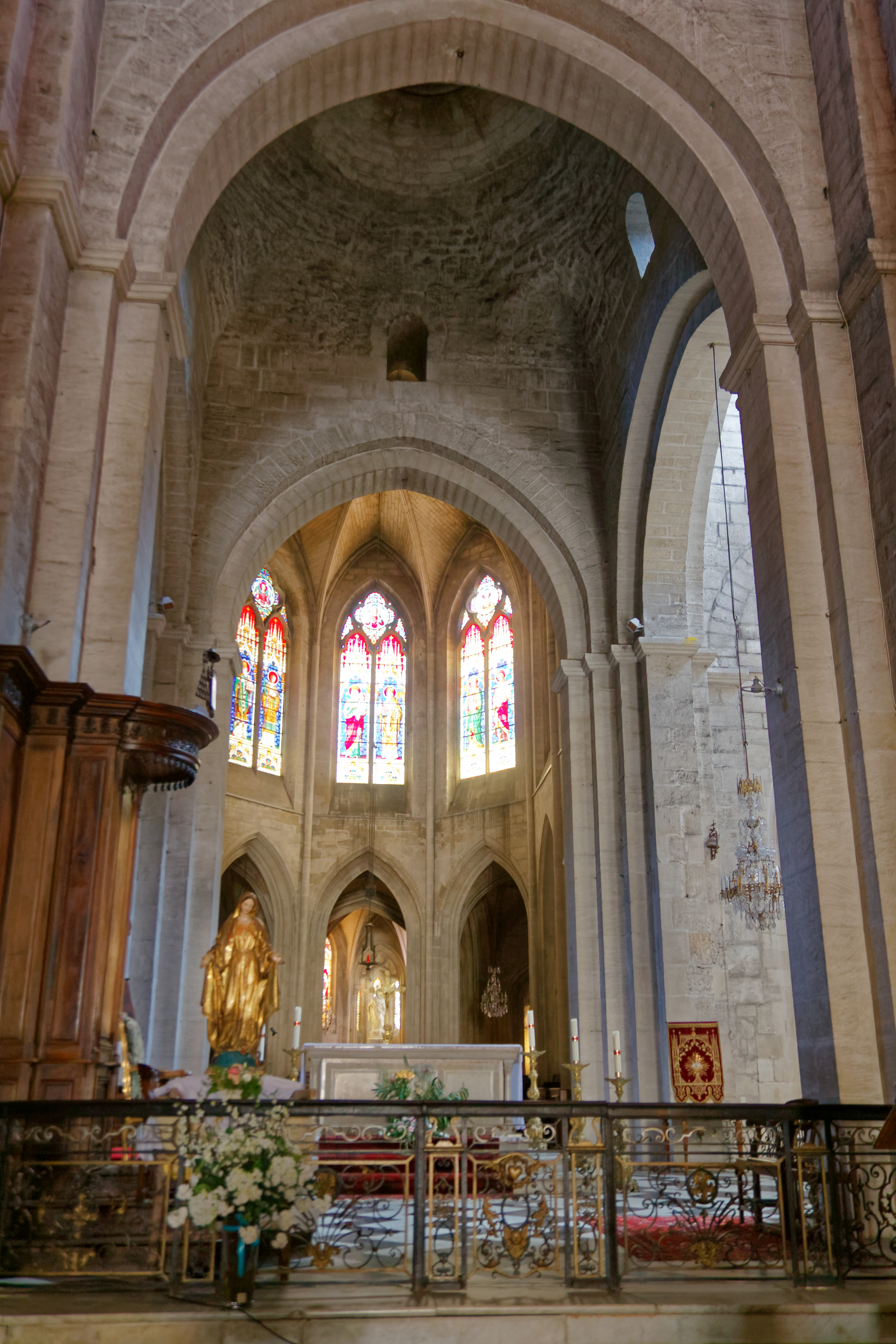
Crociera e coro
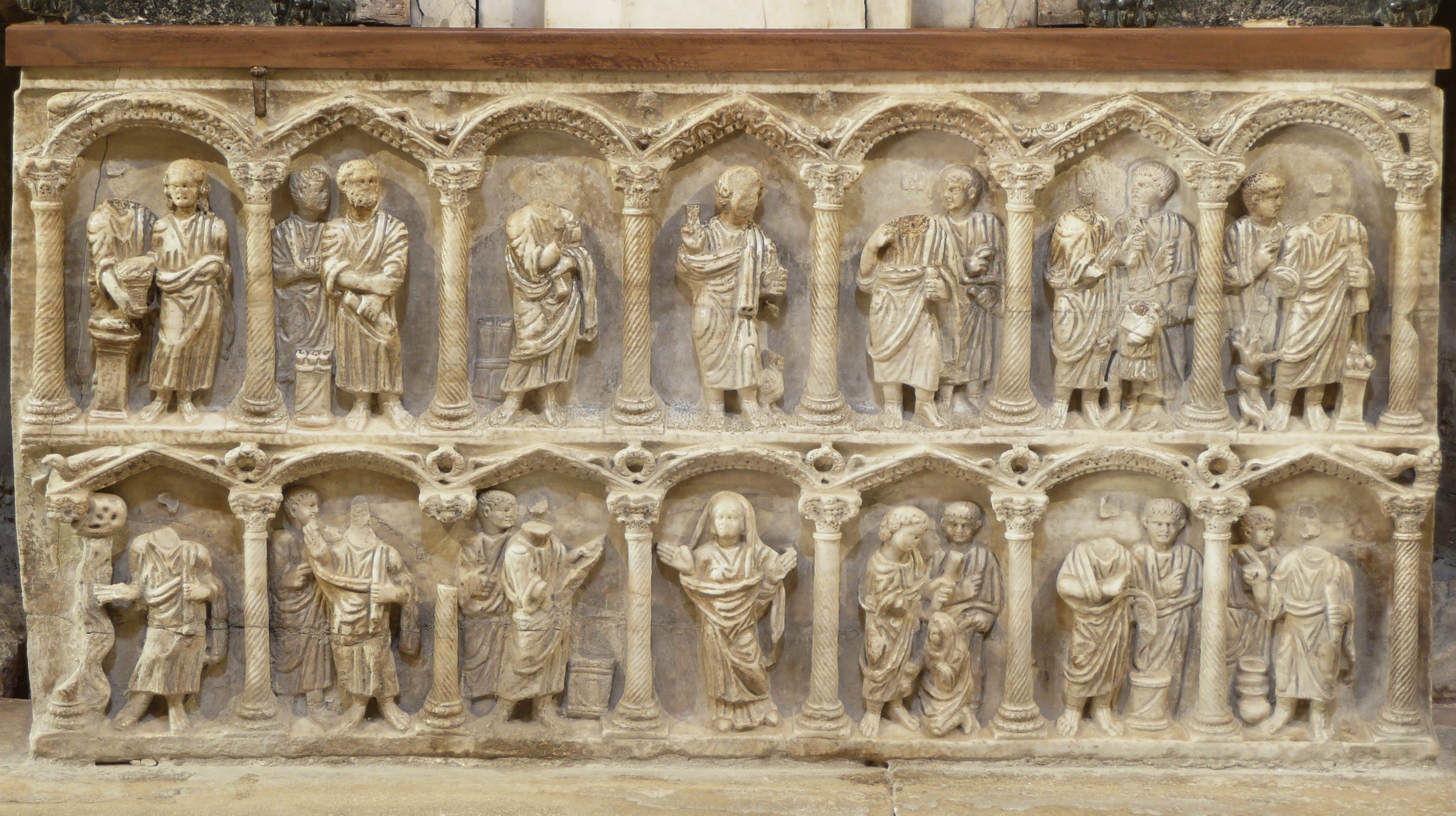
Sarcofago a doppio registro
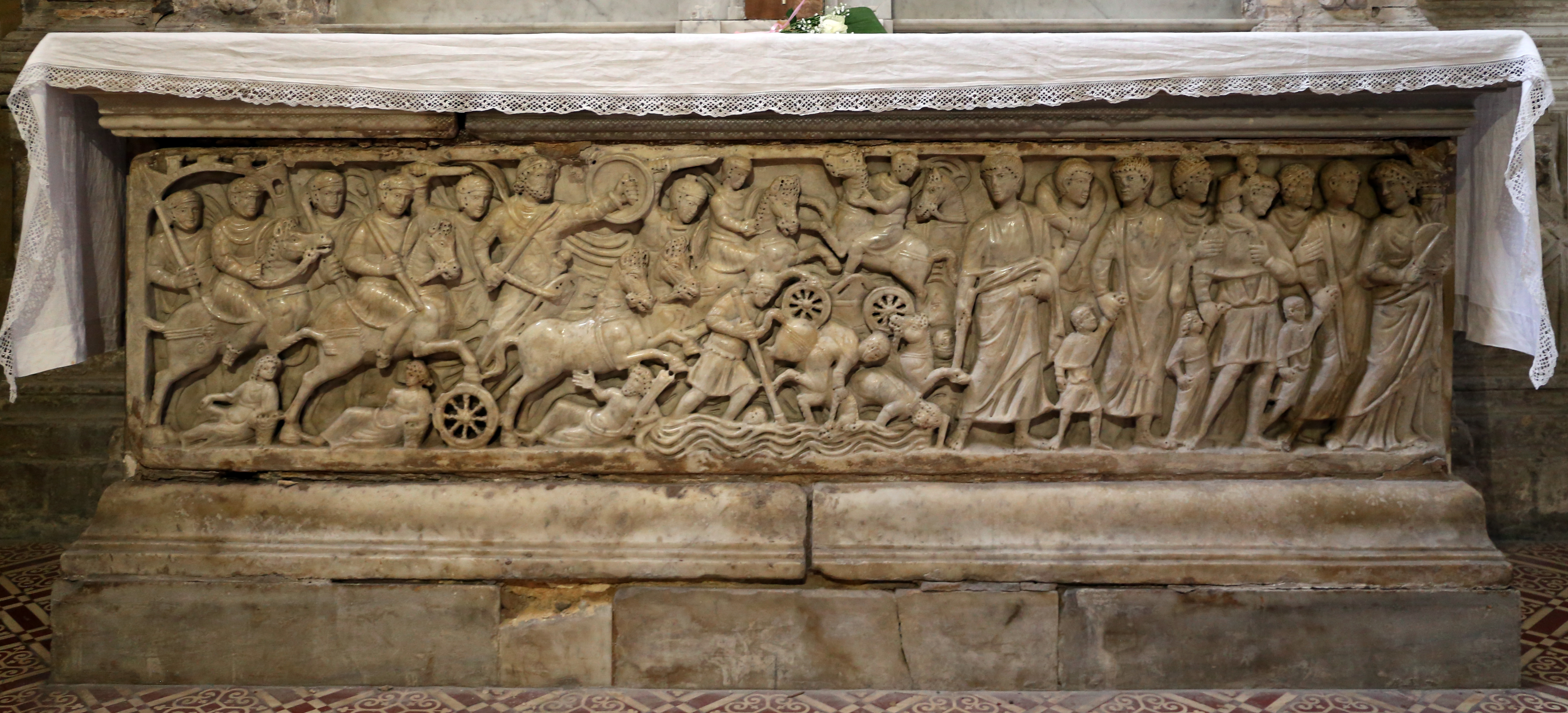
Sarcofago col Passaggio del Mar Rosso
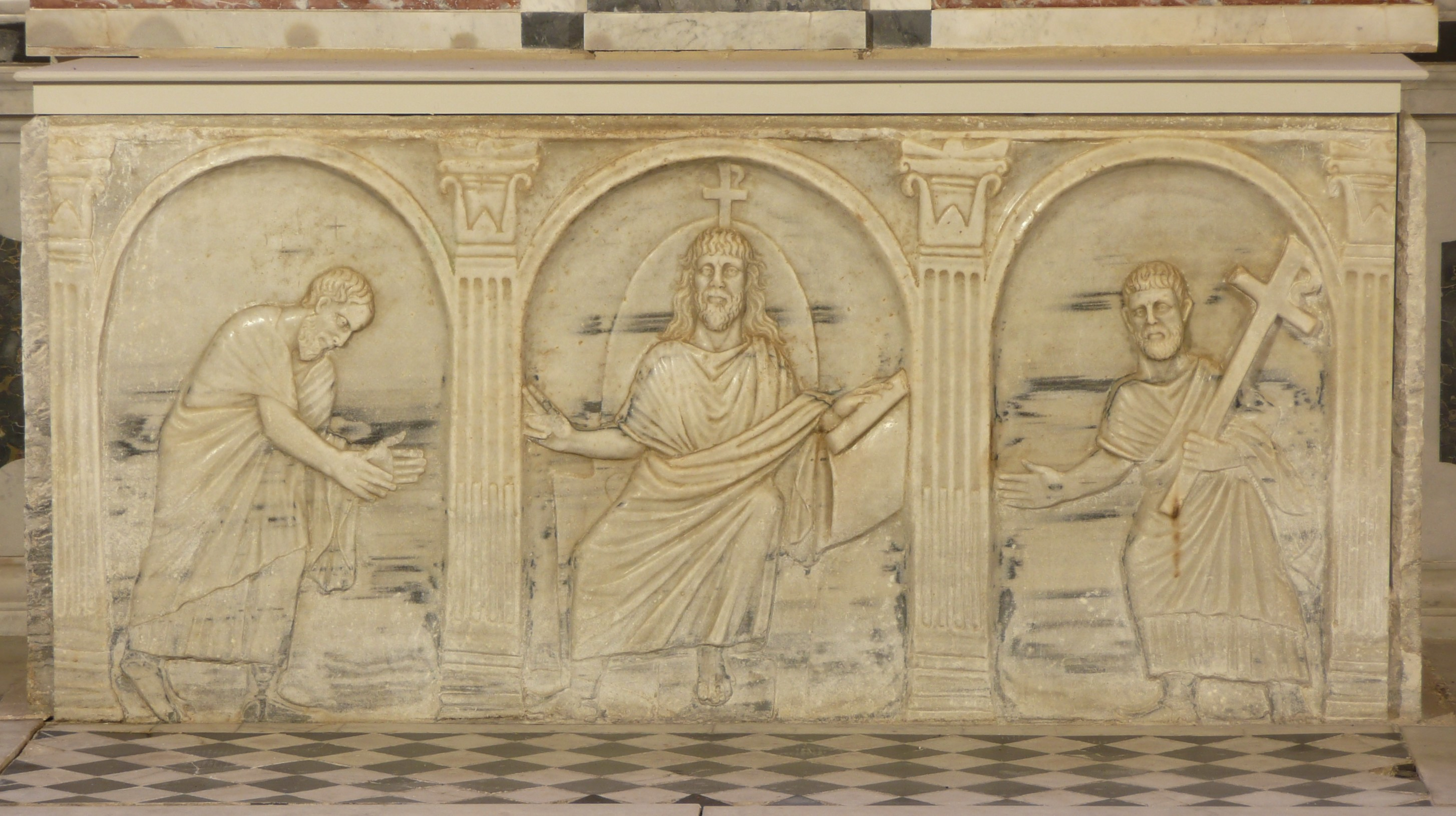
Sarcofago di Paolo Gemino